# Ingénieur acousticien
Ne doit pas être confondu avec Ingénieur du son.
Un ingénieur acousticien, aussi appelé ingénieur en acoustique ou simplement acousticien, est un expert spécialiste de la propagation du son. Après avoir étudié les lois de l'acoustique, il travaille dans des domaines variés comme la construction de bâtiments, l'urbanisme, l'industrie, la sonorisation de salles de concerts, ou auprès de particuliers. Son métier consiste à réduire les nuisances sonores en analysant la manière dont les éléments en présence (air et matériaux) interagissent pour pouvoir atténuer le bruit[réf. souhaitée]. Ces nuisances constituent une pollution au coût social longtemps négligé mais désormais prise en compte.